# Pontus und Sidonia

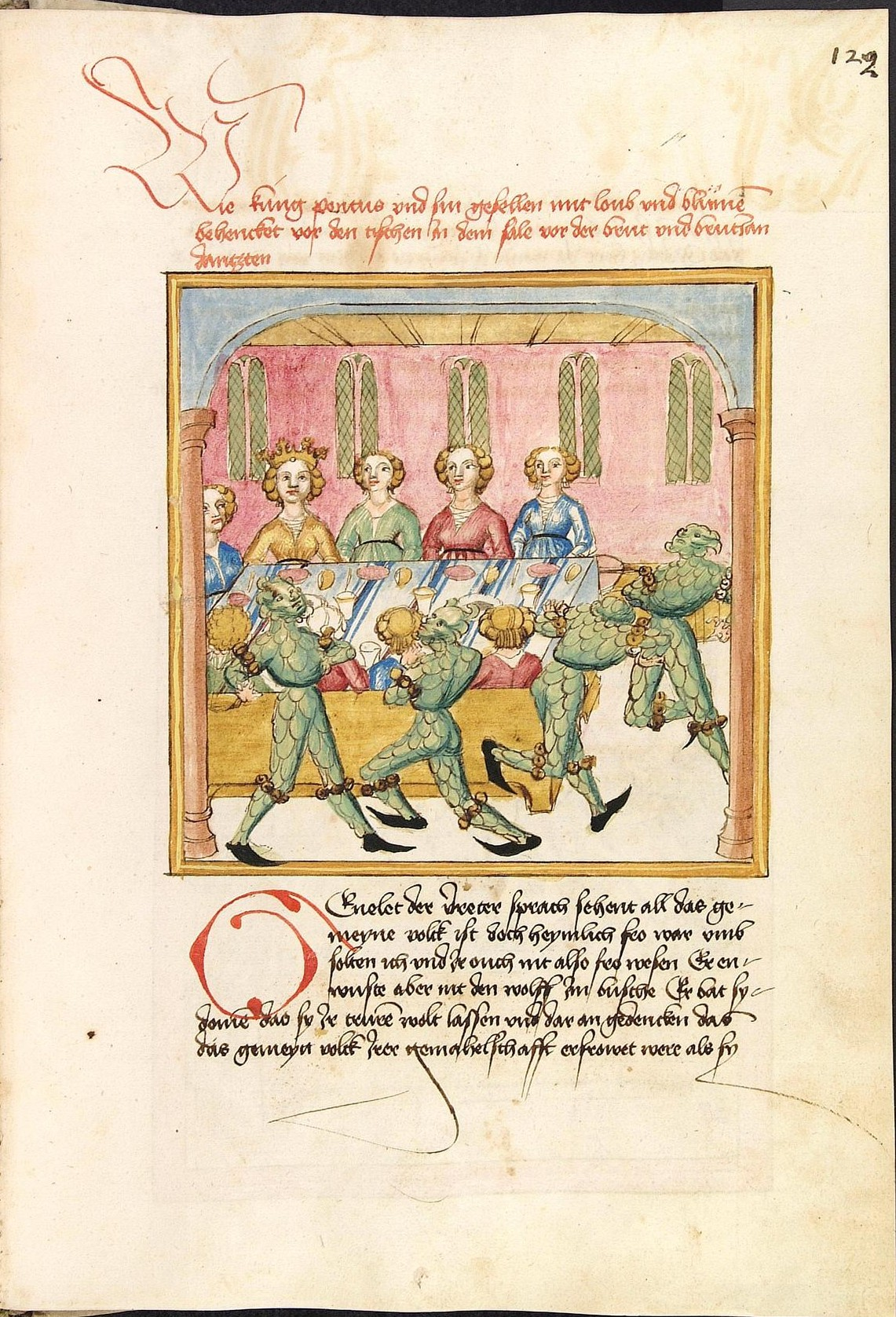
Cod. Pal. germ. 142, Blatt 122r: Pontus mit Gefolge als Wildleute verkleidet auf Sidonias Hochzeit mit Genelet. Illustration aus der Handschrift für Margarethe von Savoyen, angefertigt um 1475 von der Werkstatt des Ludwig Henfflin.
Transkription

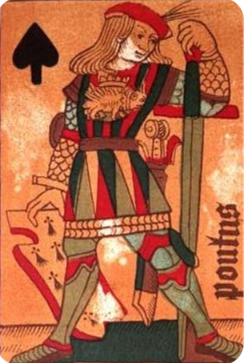
Pontus auf einer französischen Spielkarte (um 1500)

Pontus und Sidonia (französ. Originaltitel: Ponthus et la belle Sidoyne) ist ein spätmittelalterlicher höfischer Roman, der um 1400 in französischer Sprache verfasst wurde. Als Autor wird Geoffroy IV de la Tour Landry (* vor 1330; † zwischen 1402 und 1406) oder ein anderes Mitglied des Hauses de la Tour-Landry angenommen.

## Handlung
Der Protagonist Pontus ist ein aus Galicien stammender Königssohn, der als Kind vor den Mauren aus seinem Reich in die Bretagne flüchtet. Dort aufgewachsen, verliebt er sich in die Königstochter Sidonia. Es folgen Auseinandersetzungen mit einem Nebenbuhler, der auch um die Gunst Sidonias ringt und Pontus bei ihr verleumdet. Er muss zunächst für ein Jahr in die Ferne ziehen, wo er heldenhaft zahlreiche Ritter besiegt. Nach seiner Rückkehr wird er erneut falsch beschuldigt und hält sich nun sieben Jahre vom Hof fern. Rechtzeitig gelangt er wieder zurück zu seiner Geliebten, die er davor retten kann, mit seinem Nebenbuhler Genelet zwangsverheiratet zu werden. Stattdessen findet nun die Hochzeit zwischen Pontus und Sidonia statt, und der Held kann die Heiden aus seinem väterlichen Reich vertreiben sowie seinen Gegner gänzlich ausschalten.

## Interpretation
Pontus und Sidonia ist die deutsche Übersetzung der an der Wende vom 14. Jahrhundert zum 15. Jahrhundert verfassten französischen Abenteuererzählung Ponthus et la belle Sidoyne, die wiederum auf die um 1180 entstandene anglonormannische Verserzählung Horn et Rimenhild zurückgeht.
Die Handlung ist eng mit den Herren von la Tour verbunden, deren Vorfahren über Besitzungen in der Bretagne verfügten. Auf das glückliche Ende der beiden Protagonisten Pontus und Sidonia hin ist die ganze Erzählung des Romans ausgerichtet. Der Held wird als fehlerloses Idealbild des Mannes dargestellt, nämlich als extrem tapfer, schön, christlich usw., während seine Feinde (die Heiden und sein Nebenbuhler) als bösartig und areligiös charakterisiert werden. Der Autor will seinen Lesern durch das makellose Verhalten des Protagonisten ein Leitbild und eine Unterweisung für ein tugendhaftes und frommes Leben zur Verfügung stellen. Das Zentralmotiv des solchermaßen konzipierten Romans ist daher eine idealistisch dargestellte Ritterlichkeit und wirkt nicht besonders wirklichkeitsnah. Demgegenüber geht es in den etwas früher verfassten Werken der Elisabeth von Nassau-Saarbrücken derber zu und sie erwecken einen realistischeren Eindruck.

## Überlieferung
Das Werk ist in 28 Manuskripten erhalten, von denen 23 in das 15. Jahrhundert datieren. Es liegen mehrere Übersetzungen vor, darunter vier in niederländischer und zwei in deutscher Sprache. Alle Manuskripte sind inhaltlich weitgehend homogen und weisen nur geringe Abweichungen auf.
Die deutschen Übersetzungen stammen aus dem 15. Jahrhundert, also dem Übergang der späten mittelhochdeutschen zur frühen neuhochdeutschen Schriftsprache. Traditionell gilt Eleonore von Schottland (1433–1480), Erzherzogin von Österreich als Übersetzerin der Fassung A ins Deutsche, die zwischen 1449 und 1465 niedergeschrieben wurde. Anlass für diese Vermutung ist, dass es im Erstdruck von Johann Schönsperger in der Einleitung heißt:
Hie hebt sich an ein schœne hystori ... Welche hystori die durchleüchtig vnd hochgeporn fraw, fraw Heleonara, geporne künigin auß schottenland, ertzhertzogin zů œsterreich, lœblich von frantzosischer zungen in teütsch getranßferiert ...
Zweifel, ob sie tatsächlich die Autorin dieser Übersetzung ist, konnten nicht bestätigt werden. Da die Historie sprachlich äußerst treffend geschrieben ist, aber Eleonore die deutsche Sprache weniger als die französische beherrschte, wie zwei von ihr selbst geschriebene, heute im Landesarchiv Tirol aufbewahrte, Briefe zeigen, könnte sie bei ihrer Abfassung Unterstützung von einem Schreiber bekommen haben. Nach dem Tod seiner Frau ließ Herzog Sigmund ihr Werk, von dem nur mehr ein Manuskript (Gotha, 1465; von Nicolaus Huber verfasst) vorhanden ist, erstmals bei Hans Schönsperger dem Älteren in Augsburg 1483 drucken, der Druck enthält außerdem 47 Holzschnitte. Noch vor diesem Erstdruck gab es etliche Erwähnungen der Erzählung; daraus kann man ersehen, wie beliebt der abenteuerliche Stoff und wie verbreitet Eleonores Werk war. Der Erstausgabe folgten schon 1485, 1491 und 1498 weitere Drucke und es erfreute sich in der frühen Neuzeit (16./17. Jahrhundert) großer Beliebtheit. So gab es erhebliche Verkaufszahlen, etliche Zitierungen bei anderen Autoren und auch einige Bearbeitungen des Stoffes. Zum letzten Mal wurde Eleonores Werk 1792 gedruckt. Karl Simrock brachte 1865 eine neue Fassung des Volksbuches heraus.
Neben der Übersetzung Eleonores (Fassung A) existiert noch eine weitere, unabhängige, etwa gleichzeitig entstandene von einem unbekannten Autor (Fassung B), die in fünf Manuskripten vorliegt, aber nie gedruckt wurde. Dazu trug außer dem Fehlen des adligen Namens auch bei, dass sich diese Version vor allem stilistisch von Eleonores Pontus und Sidonia insofern unterscheidet, als sie statt der einfacheren und knapperen eine mehr artifizielle Sprache mit vielen rhetorischen Figuren verwendet.
Eine der spätmittelalterlichen niederländischen Übersetzungen ist 1564 unter dem Titel Die historie van Ponthus ende die schoone Sidonie als Druck im Antwerpener Verlag Niclaes vanden Wouwere erschienen.

## Handschriften
- Ponthus et la belle Sidoine, französische Edition, 15. Jahrhundert, Universität Gent, rug01:000840201 (Digitalisat)
- Roman de Ponthus et Sidonie, französische Edition, 15. Jahrhundert, Bibliothèque du Patrimoine de Clermont Auvergne Métropole, MS 356 (Digitalisat)

## Deutschsprachige Ausgaben
- Fassung A, Handschrift G. Südbairisches Sprachgebiet (wohl Tirol) 1465. Forschungsbibliothek Gotha Chart. A 590 (Nachweis)
- Werkstatt des Ludwig Henfflin, angefertigt für Margarethe von Savoyen, mögl. Stuttgart, um 1475, Schreibsprache: niederalemannisch mit schwäbischen Formen. Universität Heidelberg, Cod. Pal. germ. 142 (Digitalisat).
- Eleonore <Österreich, Erzherzogin>: Pontus und Sidonia. Johann Schönsperger, Augsburg 1498 (Online [abgerufen am 20. Juli 2017] Inkunabel, Bayerische Staatsbibliothek München, BSB-Ink E-48 - GW 12722).
- Reinhard Hahn (Hrsg.): Eleonore von Österreich: Pontus und Sidonia (= Texte des späten Mittelalters und der frühen Neuzeit. Nr. 38). Erich Schmidt, Berlin 1997, ISBN 3-503-03757-8.
- Karin Schneider (Hrsg.): Pontus und Sidonia: In der Verdeutschung eines Ungenannten aus dem 15. Jahrhundert (= Texte des späten Mittelalters. Nr. 14). Erich Schmidt, 1961, ISBN 978-3-503-00406-5, ISSN 0340-9724.
- Karl Simrock: Pontus und Sidonia. Eine fürtreffliche, lustige und nützliche Historie. Von dem edeln, ehrenreichen und mannhaftigen Ritter Pontus, des Königs Sohn aus Gallizien und der schönen Sidonia, Königin von Britannien. In: Die deutschen Volksbücher. Gesammelt und in ihrer ursprünglichen Echtheit wiederhergestellt von Karl Simrock. 11. Band. H. L. Brönner’s Verlag, Frankfurt am Main 1865, S. 1–212 (Digitalisat, UB-Heidelberg, Heidelberger historische Bestände).
- Ottmar Schönhuth, Heinrich Friedrich (Hrsg.): Ritter Pontus und Sidonia. Fleischhauer & Spohn, Reutlingen 1845 (mdz-nbn-resolving.de [PDF; abgerufen am 20. Juli 2017]).